# Bob Feeler
Pour les articles homonymes, voir Téboul.
 (février 2021).
Si vous disposez d'ouvrages ou d'articles de référence ou si vous connaissez des sites web de qualité traitant du thème abordé ici, merci de compléter l'article en donnant les références utiles à sa vérifiabilité et en les liant à la section « Notes et références ».
Philippe Teboul, alias Bob Feeler, est un pilote de moto dragster. Il est le frère d'Éric Teboul.

## Carrière
Après une carrière de guitariste où il accompagne notamment Renaud et Jacques Higelin, il sort en solo un 45 tours, Le seuliste (dont la face B, À bientôt en enfer, est signée par Renaud) en 1980. Dans les années 1980, il remporte trois années consécutives le titre de champion de France, quatre fois celui de champion d'Europe et obtient le titre de vice-champion du monde aux États-Unis de dragster moto.

## Palmarès

### Dragster moto Top Fuel
- Champion de France : 1984-1985-1986.
- Champion d'Europe : 1986-1987-1988-1989.
- Vice-champion du monde aux États-Unis : 1987-1988.

### Rocket-car
- Recordman du monde d'accélération toutes catégories.
- 400 m départ arrêté en 3,5 s à 621 km/h.
- De 0 à 160 km/h en 0,36 s, accélération : 12 g. Ce record est toujours en vigueur à ce jour.

### Bateau off shore classe 1
- Pilote du Leader 4, ex-Colibri de Didier Pironi.
- 1990 : 7e du championnat du monde 1990.
- 1991 : Pilote officiel Ferrari Ship yard au Championnat du monde Off-Shore Classe1.

## Palmarès par année

### 1992/1993
- Prise en main aux États-Unis du Top Alcohol Dragster (en) Ville de Paris.
- La seule fois où un Français s’est qualifié à une course NHRA à Pomona en Californie.

### 1994
- 3e au Championnat d'Europe avec le Top Alcohol Dragster Ville de Paris.

### 1995
- Record du monde de vitesse avec Vincent Perrot.
- Production et réalisation du film Le Record du monde avec Vincent Perrot.

### 1996
- Développement du jet-car Intertechnique, préparation et développement du réacteur en vue d'un prochain record.

### 1998
- Étude et construction d'une nouvelle voiture destinée à passer le mur du son sur terre, soit 1 180 km/h.
- Nouveau record du monde d’accélération de Vincent Perrot sur 250 m DA.

### 2000

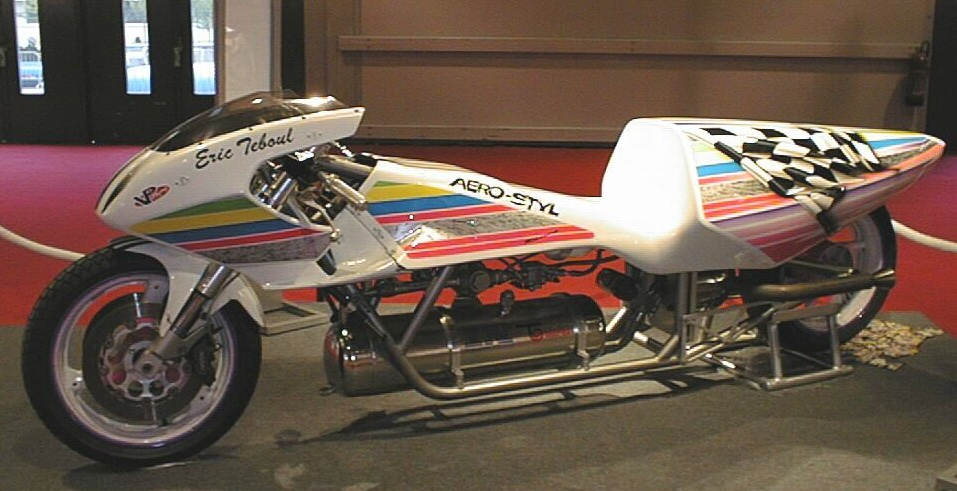
Moto-fusée d'Éric Teboul.

- Réalisation d'un nouveau jet-dragster biplace.
- Sortie chez Sony Music d'un DVD sur les activités de Bob Feeler et de Vincent Perrot : La passion des records en dragsters.
- Réalisation d'une moto-fusée de 6 000 ch pour Éric Teboul.

### 2003
- Nouveau record du monde de vitesse avec Vincent Perrot.
- Nouveau record du monde de vitesse avec Éric Teboul.
- Début de la réalisation d'un jet ski à réaction pour Vincent Lagaf'.

### 2005
- Réalisation et développement d’une nouvelle voiture-fusée en vue d’un prochain record du monde d’accélération.

### 2006
- Le 10 septembre 2006, nouveau record du monde d’accélération avec la nouvelle voiture-fusée Hydrogen.
- 250 m DA en 3 s, pilote : Vincent Perrot.

### 2007 à 2012
- Démonstration de dragsters dans le monde entier.
- Développement de la moto-fusée d'Éric Teboul.

### 2013
Organisation du record du monde de vitesse de son frère Éric à moto-fusée à Bradenton en Floride (États-Unis). Nouveau record du monde sur 400 m DA : 5,12 s à 423 km/h.

### 2014 et 2015 et après
- Développement de la moto-fusée en vue d’un prochain record du monde de vitesse aux États-Unis.
- Depuis 2017, il vit en Floride avec ses dragsters.